# Deb Creator
Deb Creator es un programa para compilar código fuente para crear paquetes .deb